# Evangelische Kirche Eichen (Nidderau)

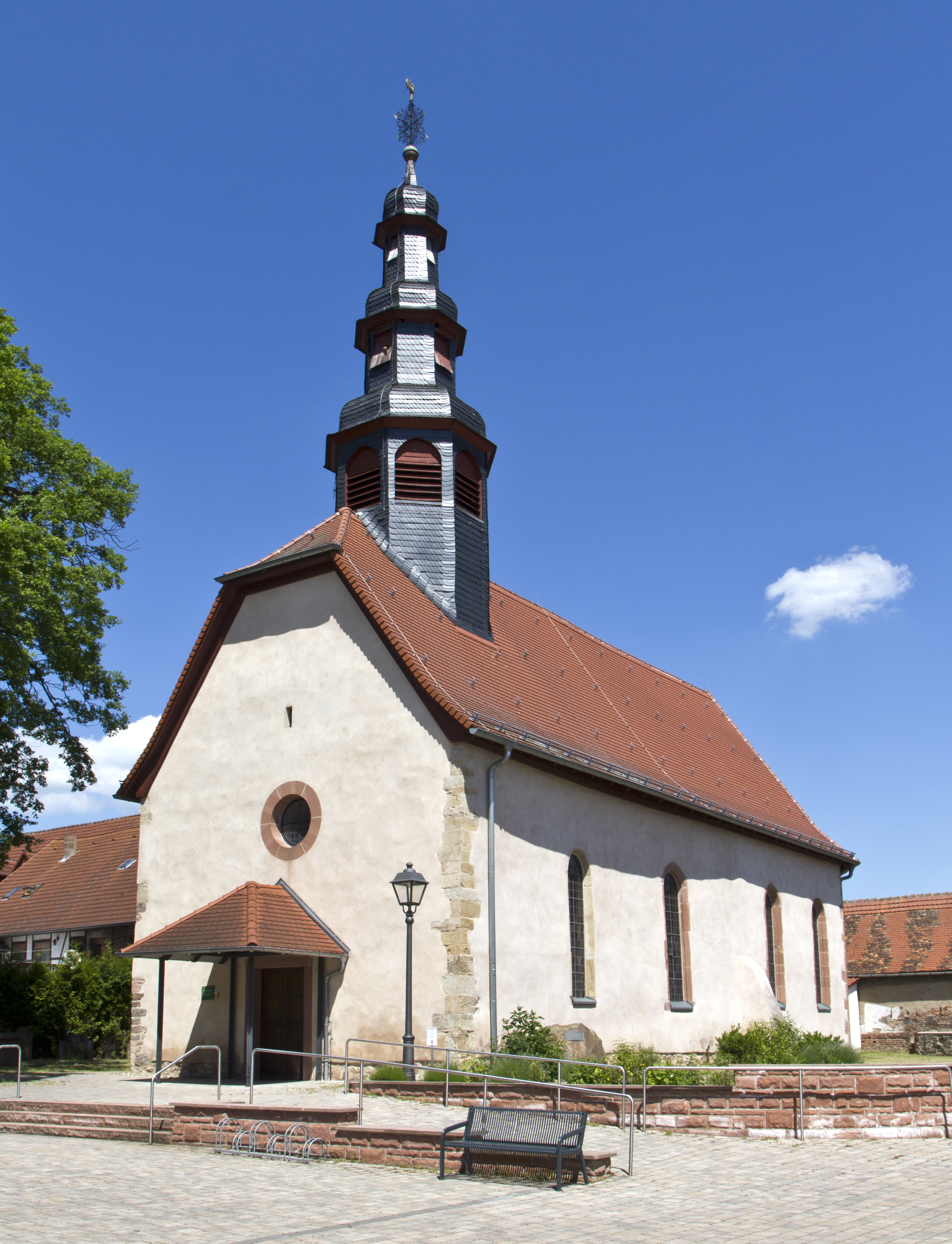
Kirche in Eichen von Südwesten

Die Evangelische Kirche in Eichen in der Gemeinde Nidderau im Main-Kinzig-Kreis (Hessen) ist eine barocke
Saalkirche, die in den Jahren 1695 und 1712 anstelle eines mittelalterlichen Vorgängerbaus errichtet wurde. Die denkmalgeschützte Kirche mit Schopfwalmdach hat einen Dreiachtelschluss im Osten und wird von einem dreigeschossigen Haubendachreiter von 1742 im Westen beherrscht. Die Kirchengemeinde gehört zum Kirchenkreis Hanau der Evangelischen Kirche von Kurhessen-Waldeck.

## Geschichte

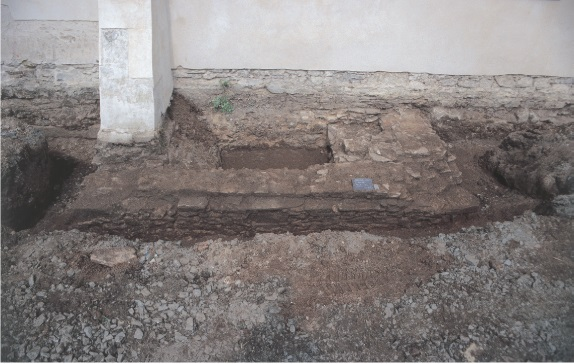
2005 ausgegrabener Anbau an Südwand

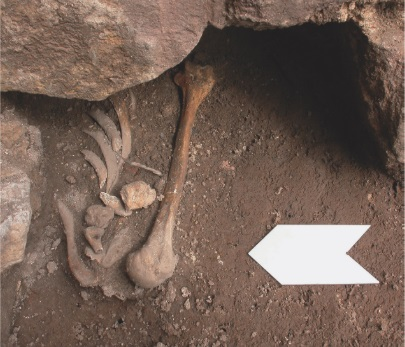
Knochenfund eines etwa 10 Jahre alten Kindes in der nördlichen Grablege

### Vorreformatorische Zeit
Im Jahr 1380 wird eine cappellin czu Eychin erwähnt, die Filiale von Heldenbergen war und dem Patrozinium der Lucia von Syrakus unterstand. Möglicherweise war dieser Vorgängerbau der heutigen Kirche aus Holz errichtet. Eichen lag zwar im Bezirk des Dekanats Roßdorf im Archidiakonat von St. Maria ad Gradus in Mainz, unterstand aber als Filialkirche von Heldenbergen dem Mainzer Domkapitel. Von 1540 bis 1551 wurde Eichen von Bleichenbach pfarramtlich versorgt und war 1548 noch römisch-katholisch.
Ausgrabungen haben eine Saalkirche mit geradem Ostschluss nachgewiesen. Wie bei Heiligenkapellen dieser Zeit üblich, verfügte sie im Osten über einen Außenaltar. Vermutlich im 15. Jahrhundert wurde die Ostwand niedergelegt und die Kirche erweitert.

### Nach der Reformation
Mit Einführung der Reformation wechselte der Ort 1551 unter Pfarrer Adam Ludwig, der bis 1562 in Eichen wirkte, zum evangelischen Bekenntnis. Erbstadt wurde nun nach Eichen eingepfarrt. Ludwigs Nachfolger Leonhard Roth hatte in Wittenberg studiert und ein von Philipp Melanchthon unterschriebenes Abschlusszeugnis erhalten. Roth war von 1563 bis 1596 Pfarrer in Eichen, als die Kirchengemeinde unter Graf Philipp Ludwig II. zum reformierten Bekenntnis wechselte.
Das Dorf und die mittlerweile umgebaute und erweiterte Kirche wurden im Dreißigjährigen Krieg am 15. Mai 1635 am frühen Morgen innerhalb einer Stunde von Kroaten, die auf Seiten der kaiserlichen Truppen kämpften, fast vollständig zerstört, sodass „Eichen mit der Kirche zu einer Wüstung und Steinhaufen geworden“. Der Pfarrer wurde ermordet. In den Jahren 1636, 1637, 1639 und 1640 fand jeweils nur einmal eine Taufe statt. Aufgrund der Entvölkerung versorgte in den Jahren 1632–1656 der Ostheimer Pfarrer die Pfarrei Eichen.
Nach dem Regierungsantritt des Grafen Friedrich Casimir von Hanau-Lichtenberg aus dem lutherischen Zweig der regierenden Familie 1642 gab es zunehmend auch wieder Lutheraner in der Grafschaft Hanau-Münzenberg. Die Lutheraner aus Eichen waren nach Windecken eingepfarrt, versammelten sich aber in einem eigenen Gebäude in Eichen. Seit 1674 diente den Lutheranern ein repräsentatives Wohngebäude als eigene Kirche.
Zum Wiederaufbau der zerstörten reformierten Kirche wurden 1693, 1695 und 1704/1704 zunächst in der Umgebung, dann durch weite Teile Hessens und schließlich sogar bis ins heutige Niedersachsen und Nijmegen in den Niederlanden Spenden gesammelt. Die erste Sammlung ergab rund 54 Gulden bei einer Wegstrecke von etwa 295 km in zweieinhalb Monaten. 1695 gingen rund 97 Gulden ein, als mehrere Sammler in verschiedenen Etappen mindestens 1085 km zurücklegten. Die Sammlungen von 1704/1705 führte vor allem ein „Meister Heyl“ durch, der in neun Monaten 2300 km zu Fuß zurücklegte. Seine Reisen erbrachten nach Abzug des vereinbarten Lohns 70 bis 80 Gulden für den Kirchenbau. Im Jahr 1695 wurden Turm und Kirche vermutlich „neu erbaut und in guten Stand versetzt“. Der Wiederaufbau des Chors folgte 1703 und einer steinernen Mauerumfriedung 1716. Der anscheinend erhaltene gotische Türbogen der St.-Lucia-Kapelle wurde dabei einbezogen. 1742 wurde der heutige Dachreiter aufgesetzt.

### Neuzeit
1821 wurde im Gefolge der Hanauer Union eine unierte Pfarrei gebildet. Aufgrund des Zusammenschlusses der beiden evangelischen Gemeinden wurde die lutherische Kirche 1837 an die politische Gemeinde verkauft und diente in der Folge als Rathaus.
Nach Veränderungen des Kircheninneren in den Jahren 1895 und 1901 führte die Innenrenovierung im Jahr 1969 zu einer Neugestaltung des Innenraums. Die Gemeinde schaffte einen neuen Altar und ein Taufbecken aus Rotsandstein an. Der Altarbereich wurde mit Sandsteinplatten belegt und das Kirchengestühl ersetzt. Bei einer Innenrenovierung in den Jahren 2001 bis 2005 wurde der Altarbereich neu konzipiert. Die vorgezogene Empore wurde verkürzt, sodass die Orgel seitdem als Brüstungsorgel mit der Empore abschließt und der Altarbereich vergrößert wurde. Zudem wurde in der Nordostecke der Kirche ein neuer Emporenaufgang geschaffen. Reste barocker Malerei mit den Seligpreisungen wurden an den Füllungen entdeckt, aber aus Kostengründen nicht freigelegt. Stattdessen wurden die Seligpreisungen in neuer Form auf den Innenraum verteilt. Die Beleuchtung wurde erneuert.

### Archäologische Untersuchung

Darstellung der Ausgrabungen in einer Vitrine

Im Zuge der Erneuerung des Altars führte Heike Lasch im Jahr 2003 auf einer Fläche von 8 m² eine Ausgrabung im Altarbereich durch und stieß auf unterschiedliche Steinsetzungen. Die zweiphasige Steinsetzung im Südosten ist 1,10 m hoch und bildet im unteren Bereich eine Art Schalenmauerwerk, möglicherweise die Begrenzungsmauer der ersten Steinkirche und Fundamente eines Außenaltars. Die zweilagige Steinsetzung im Westen weist Brandspuren auf und war wohl Teil des Fußbodens der Vorgängerkirche. Eine alte Sandsteinplatte, die heute unter dem Altar eingelassen ist, bildete vermutlich die Schwelle zur Apsis. Die Form der Apsis ließ sich im Rahmen dieser beschränkten Ausgrabung nicht nachweisen. Des Weiteren wurde die Bestattung der Cornelia von Eßen, die am 2. September 1665 in Hanau verstorben war und am 5. September in Eichen beigesetzt wurde, freigelegt. Die Nägel des Holzsarges waren erhalten.
2005 schlossen sich Ausgrabungen im Außenbereich an, als Drainagegräben angelegt wurden. Ein freigelegter 5 m langer Mauerzug von bis zu einem Meter Breite aus vermörteltem Bruchsteinmauerwerk verläuft in 2,5 m Abstand parallel zur Südmauer und stößt dann an beiden Enden rechtwinklig an sie. Die Fundamente des östlichen Teils der Kirche sind auf die älteren Fundamente aufgesetzt oder darum herumgebaut. In zwei kleinen Nischen im Mauerwerk fanden sich menschliche Knochenreste, die vermutlich aus einem Beinhaus stammen. Die unterschiedlich gefertigten Fundamentmauern aus zwei Phasen und die Baunaht zwischen den beiden Kirchenteilen bestätigen, dass die Kirche in zwei Bauabschnitten wiedererrichtet wurde.
Die seit der Reformationszeit bestehende Verbindung von Eichen und Erbstadt hat bis heute Bestand. Die Kirchengemeinde Eichen-Erbstadt gehört zum Sprengel Hanau in der Evangelischen Kirche von Kurhessen-Waldeck.

## Architektur

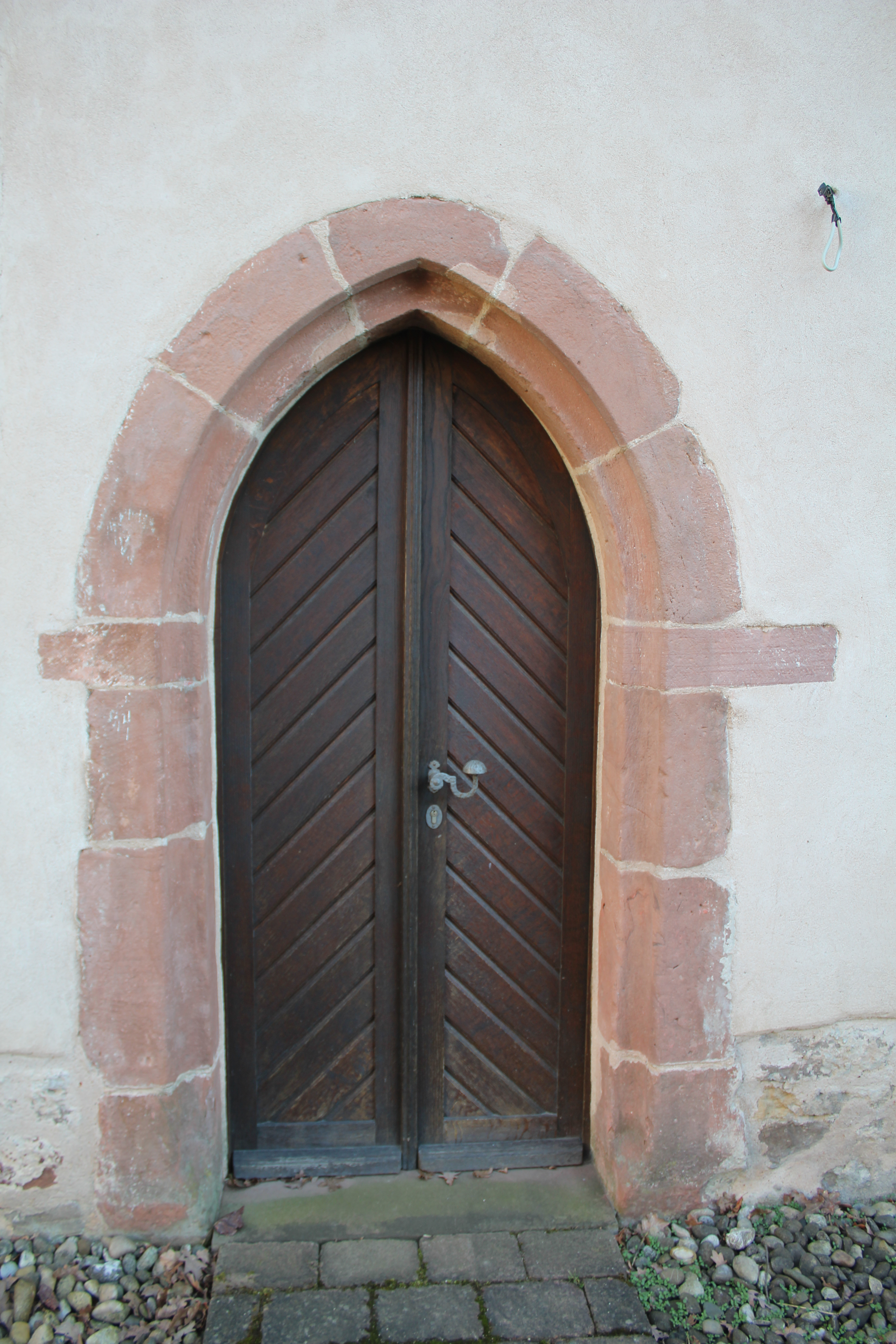
Spitzbogenportal an der Nordseite

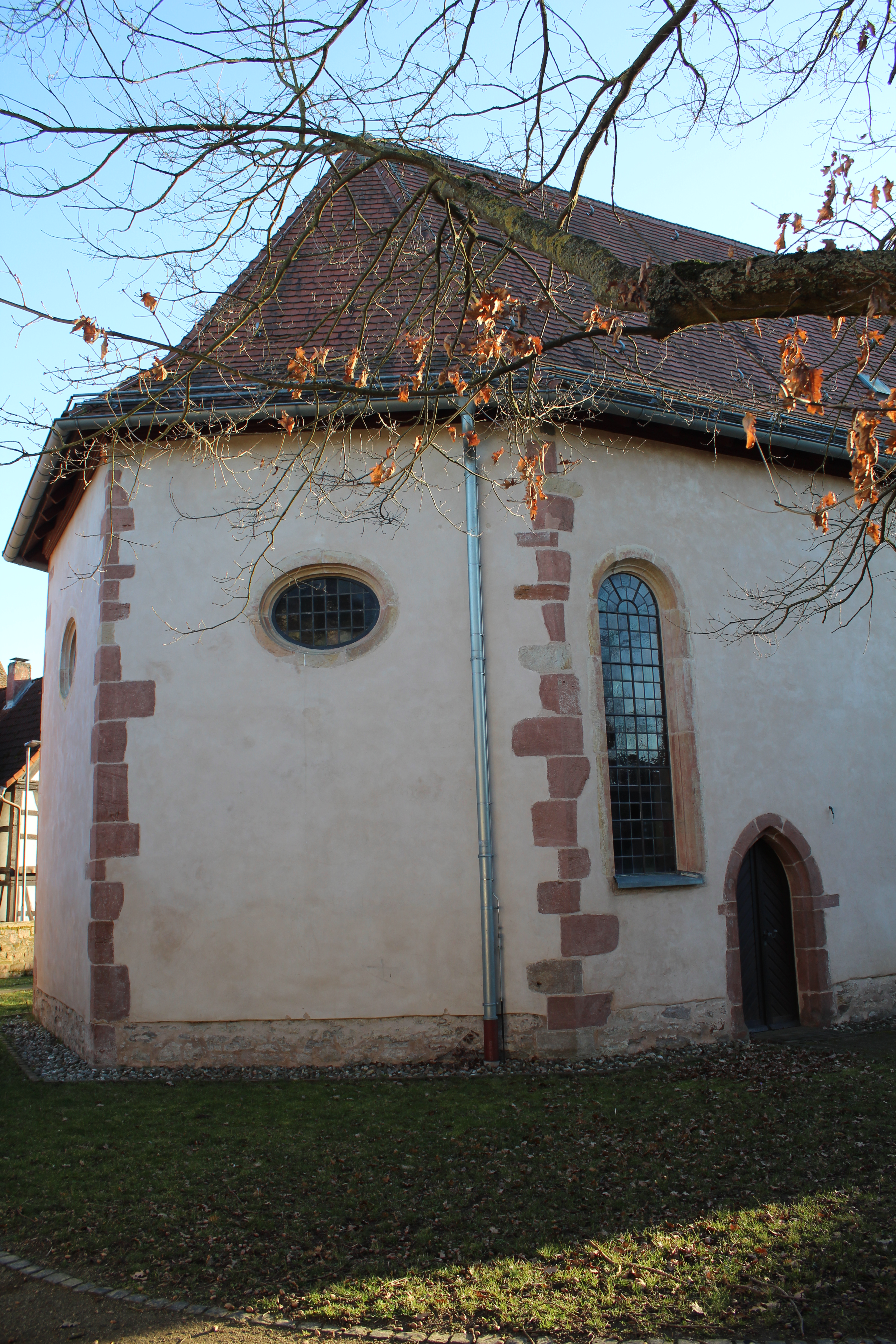
Chor von Nordosten

Die nicht exakt geostete, sondern leicht nach Ost-Nordost ausgerichtete Kirche ist am östlichen Ortsrand errichtet. Sie ist weiß verputzt. Der Sockelbereich, die Eckquaderung und die Gewände der Portale und Fenster aus rotem Sandstein sind vom Verputz ausgespart. Der Saalbau hat einen dreiseitigen Ostschluss und wird von einem Schopfwalmdach mit roten Ziegeln bedeckt, dem im Westen ein achtseitiger, grau verschieferter Dachreiter aufgesetzt ist. Die drei Geschosse, die sich nach oben verjüngen, haben geschweifte Hauben. Im ersten Geschoss sind sieben rundbogige Schallöffnungen für das Geläut eingelassen; nach Nordwesten ist das Ziffernblatt der Turmuhr angebracht. Die beiden Obergeschosse haben je vier rechteckige Öffnungen. Der Dachreiter wird von einem Turmknauf, einer reich verzierten schmiedeeisernen Windrose und einem Wetterhahn bekrönt.
Die Kirche wird durch ein rechteckiges Westportal unter einem ziegelgedeckten Vordach erschlossen. Das spitzbogige Nordportal stammt vermutlich noch aus dem 15. Jahrhundert vom gotischen Vorgängerbau. Der abgetreppte Spitzbogen geht unterhalb der Kämpfer in eine Hohlkehle über. Große barocke Rundbogenfenster belichten den Innenraum, vier an den südlichen Langseite und drei an der nördlichen Langseite. Im Chor sind drei ovale Fenster und über dem Westportal ein kleines Rundfenster eingelassen.

## Ausstattung

### Innenraum

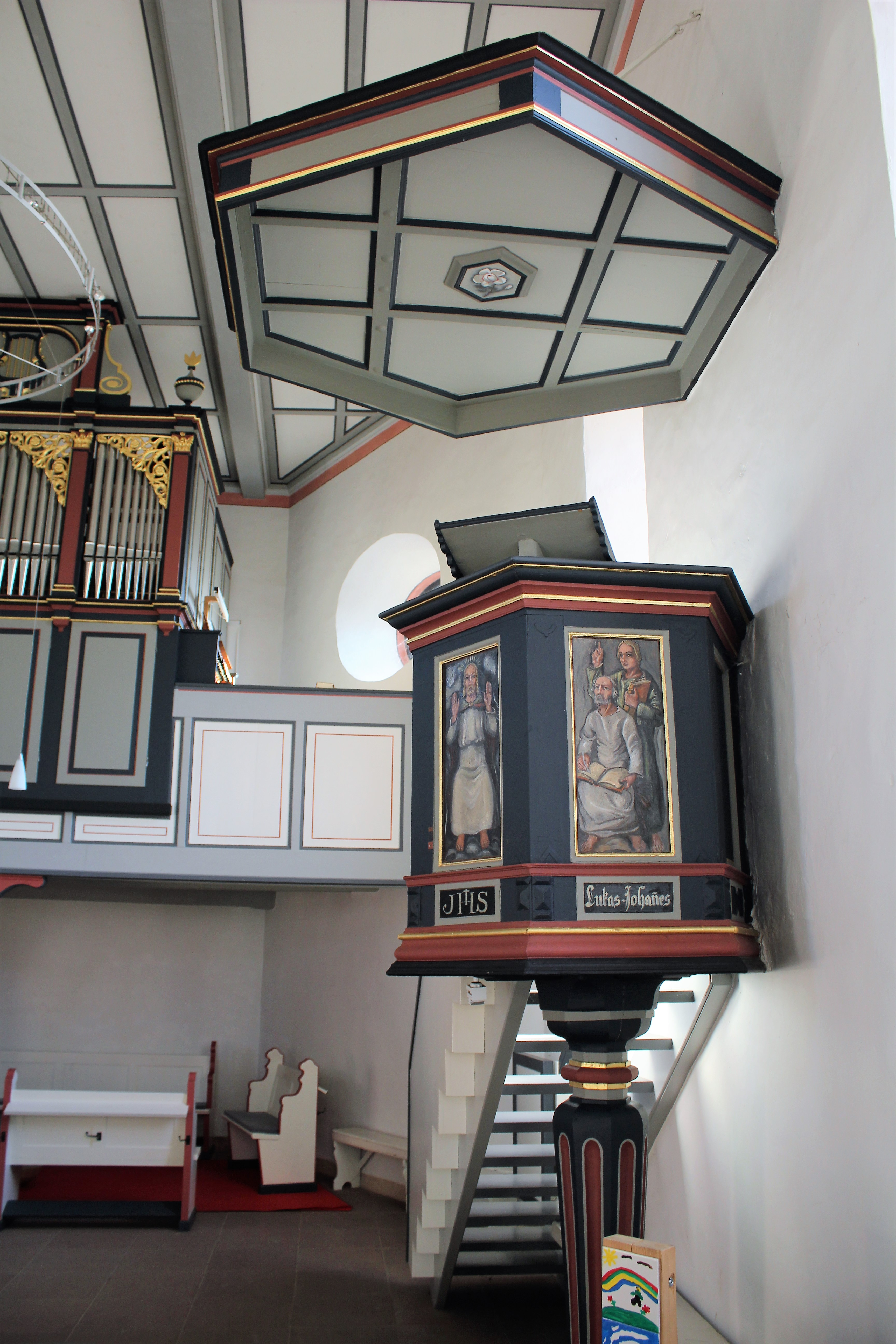
Kanzel mit expressionistischen Malereien

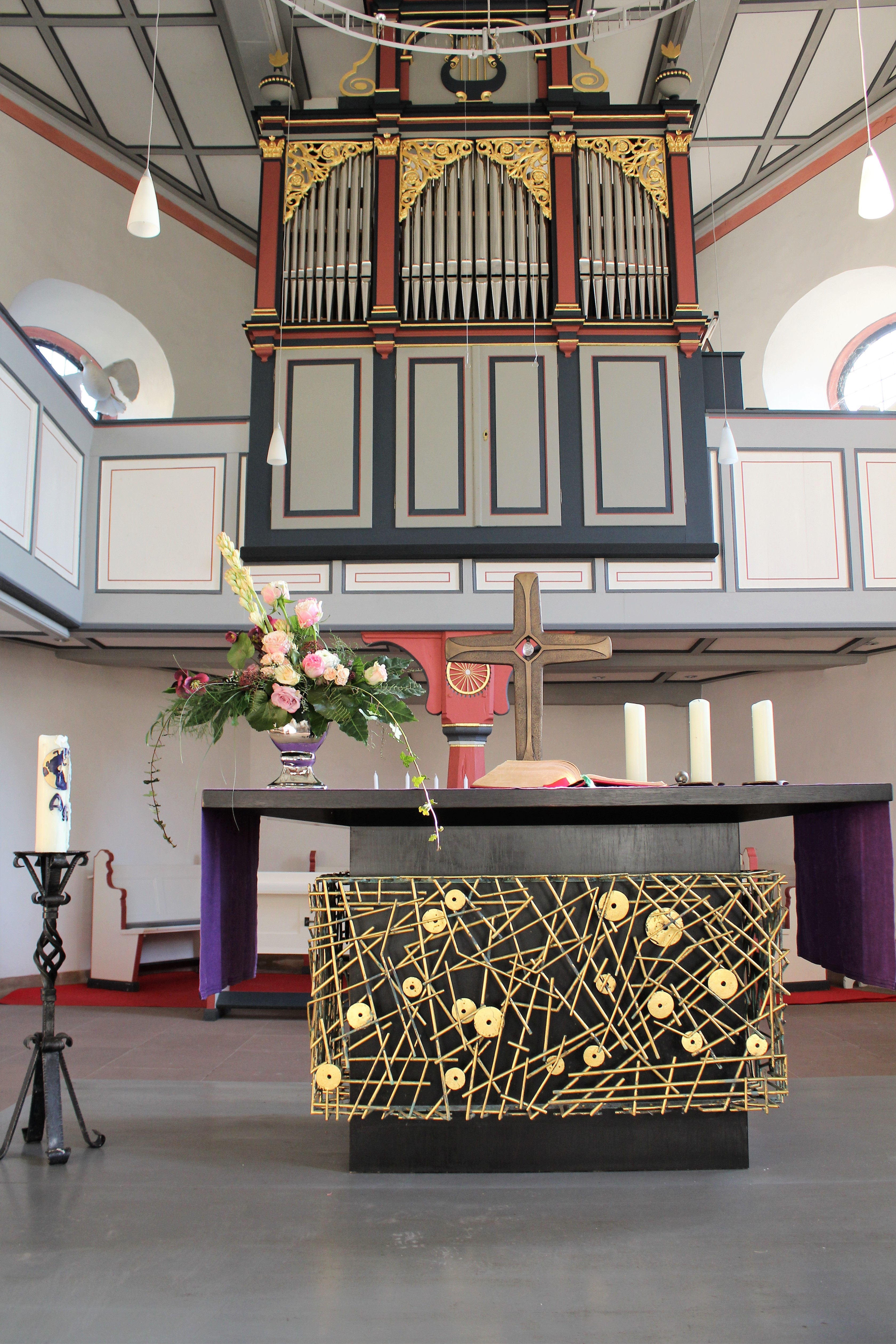
Altarbereich und Orgelempore

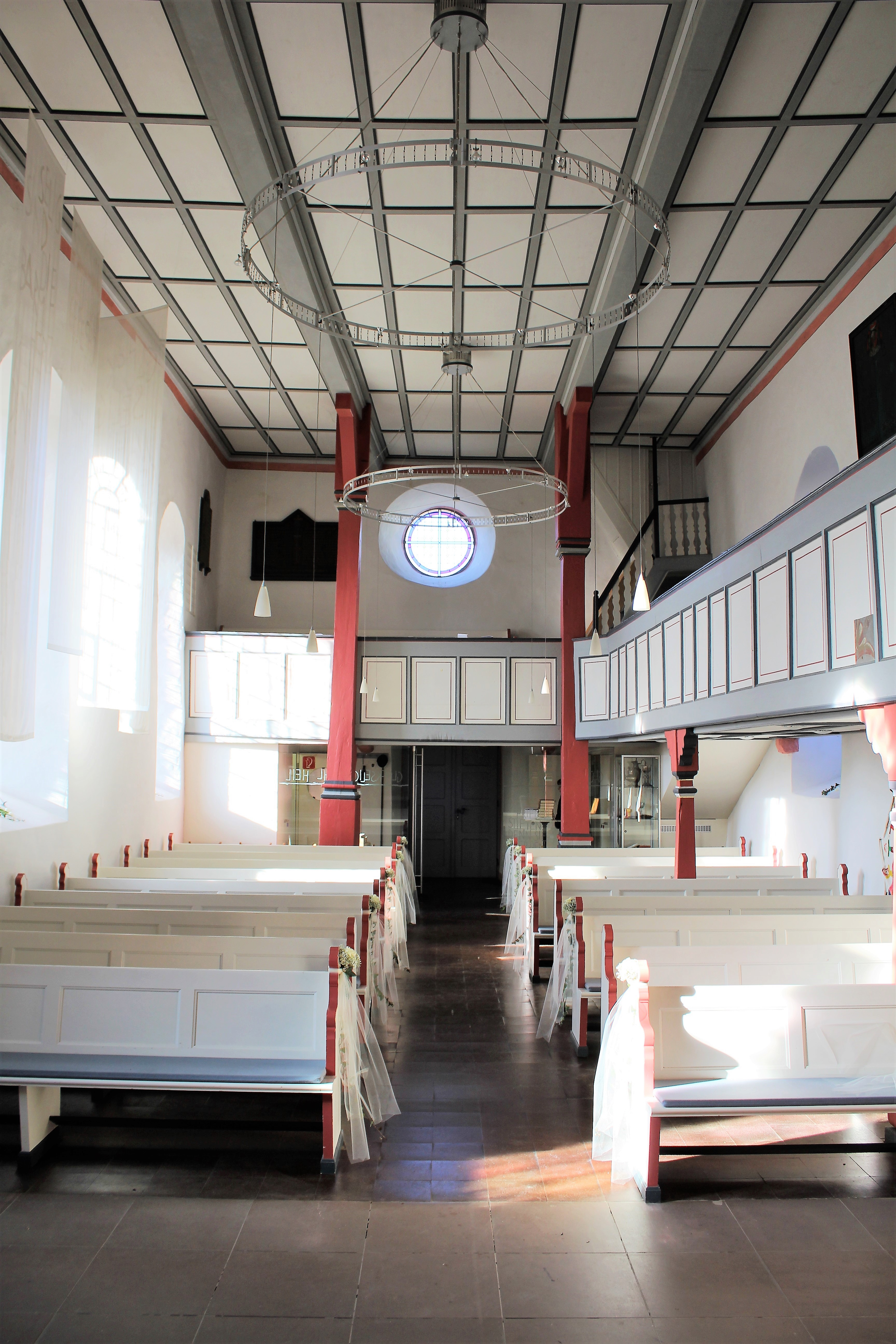
Blick nach Westen ins Kirchenschiff

Der Innenraum ist entsprechend reformierter Tradition schlicht gestaltet. Die Flachdecke hat Rechteckfelder und wird von zwei Längsunterzügen getragen, die im Westen von zwei viereckigen Holzpfosten gestützt werden. Die dreiseitig umlaufende Empore von 1742 lässt die Südseite mit der Kanzel frei. Die Brüstung hat kassettierte Füllungen und ruht auf sich nach oben verjüngenden Pfosten mit Bügen. Die achteckige Stütze unterhalb der Ostempore, die als Aufstellungsort für die Orgel dient, wird im Kopfstück von einem Sonnenrad verziert. Der Fußboden ist mit roten Sandsteinplatten belegt.
Der polygonale hölzerne Kanzelkorb korrespondiert mit einem flachen sechseckigen Schalldeckel. Die drei Kanzelfelder tragen in den Füllungen expressionistische Gemälde der Evangelisten aus den 1920er Jahren, links Matthäus mit Markus, rechts Lukas mit Johannes und in der Mitte Christus. Der modern gestaltete, schwarze, hölzerne Blockaltar von 2005 wird von einer dünnen Platte bedeckt und unten von einem goldfarbenen viereckigen Metallgeflecht aus Stäben und Scheiben umgeben, das einen Strohballen symbolisiert. Das pokalförmige Taufbecken aus rotem Sandstein stammt aus dem Jahr 1969 und ist auf Rollen beweglich. Der Sandstein-Altar aus demselben Jahr ist heute vor der Kirche aufgestellt.
Im Schiff lässt das schlichte hölzerne Kirchengestühl mit geschwungenen Wangen einen Mittelgang frei. Elf Hängelampen mit Glaszylindern beleuchten seit 1983 den Innenraum. Durch eine eingezogene Glaswand entstand unterhalb der Westempore eine Vorraum.
Die Künstlerin Sigrid Schraube gestaltete in griechischen Lettern die Seligpreisungen, verteilt auf verschiedene Stellen im Kirchenraum, an den Glastüren unter der Westempore, am Treppenaufgang, auf den Brüstungsfüllungen im Altarraum, über dem ersten Emporenbalken sowie auf großen weißen Stofffahnen vor den Südfenstern, aber auch auf dem Dachboden. Von Schraube stammt auch die Taube, die über dem Taufbecken aufgehängt ist, als Symbol für den Heiligen Geist.

### Orgel

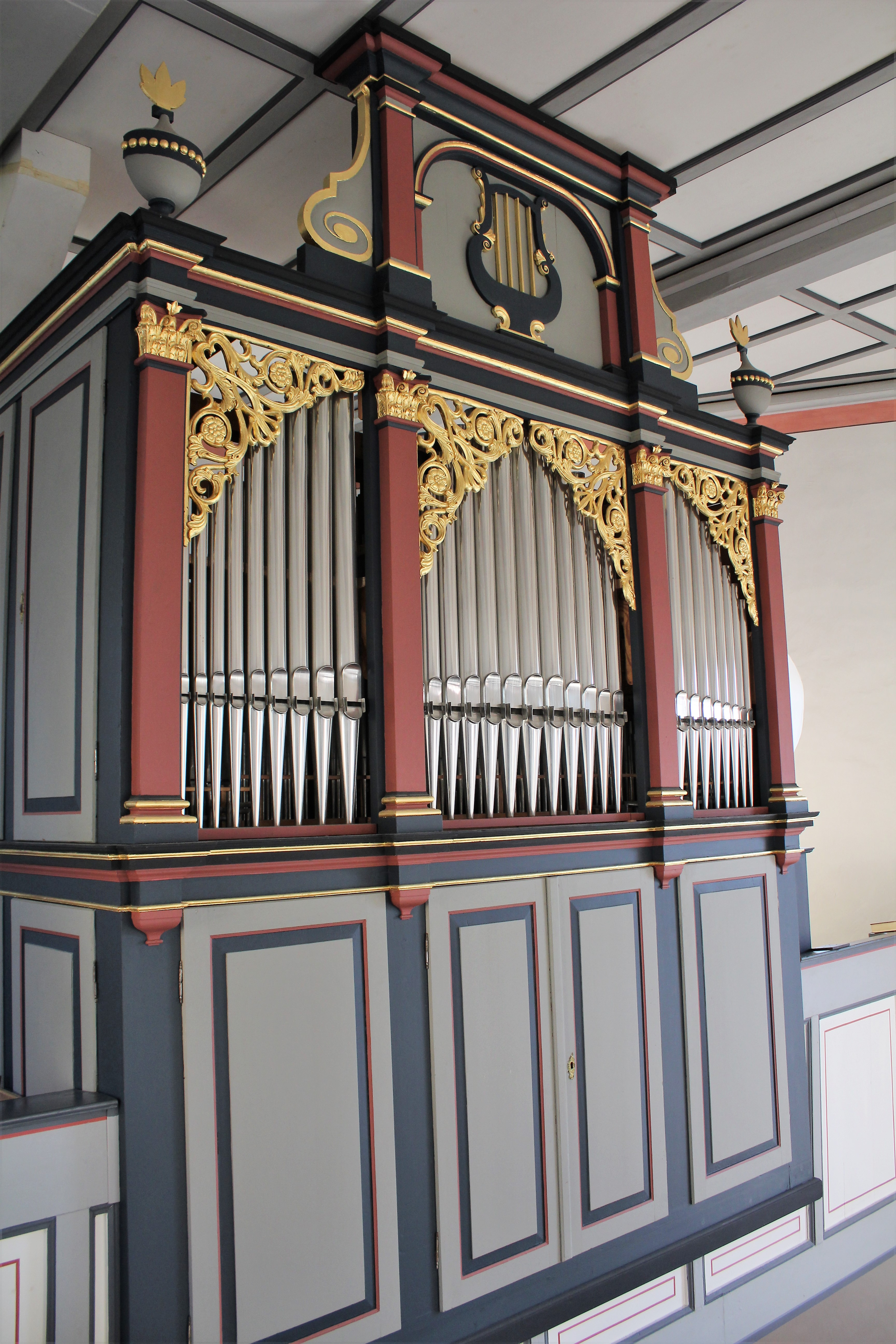
Ratzmann-Orgel von 1847

In den kirchlichen Akten ist erstmals 1733 von einer Orgel die Rede, die einer Reparatur bedurfte. Das Werk eines unbekannten Orgelbauers wird in den 1770er Jahren mit acht Registern angegeben. Der Orgelbauer Johann Friedrich Syer legte 1760 ein Angebot für einen Neubau mit zehn Registern vor, der jedoch nicht ausgeführt wurde. Stattdessen reparierte Johann Georg Zinck im selben Jahr das Instrument. 1778/1779 erfolgte eine weitere Reparatur durch Zinck, nachdem die Gemeinde auch mit Orgelbauer Dreuth Kontakt aufgenommen hatte, und 1790 eine Instandsetzung. Da kein Geld für einen Neubau vorhanden war, wurden Reparaturen in den Jahren 1803, 1817, 1822, 1837 und 1842 durchgeführt.
Wilhelm August Ratzmann baute im Jahr 1847 die heutige Orgel mit 19 Registern. Der dreiachsige Prospekt ist im Stil des Klassizismus gestaltet. Er hat drei rechteckige Pfeifenflachfelder, die durch Pilaster gegliedert und nach oben mit durchbrochenen, vergoldeten Schleierbrettern abgeschlossen werden. Über dem Mittelfeld reicht ein Aufsatz mit zwei Pilastern, flankiert von zwei Voluten, bis an die Kirchendecke. Unter einem Rundbogenfeld wird eine Leier dargestellt. Auf den Ecken der Seitenfelder stehen bekrönende Vasen.
Im Rahmen einer Renovierung des Jahres 1878 ersetzte Johann Georg Förster einige Register und die Bälge. Wilhelm Ratzmann reparierte 1888 die Orgel. Im Jahr 1917 wurden die zinnernen Prospektpfeifen für Rüstungszwecke abgeliefert und in den Nachkriegsjahren durch minderwertige Zinkpfeifen ersetzt. Walcker & Cie führte 1952/1953 einen Umbau und Reparaturen, Bernhard Schmidt 1955 kleinere Arbeiten und Förster & Nicolaus Orgelbau 1978 und 1982 einen Umbau und Reparaturen durch. Im Jahr 2005 restaurierte Orgelbau Hoffmann aus Ostheim vor der Rhön das Instrument und rekonstruierte die verlorenen Prospektpfeifen und die Balganlage. Von Ratzmann sind einige Register erhalten. Einige Schleifen sind noch vakant. Die Orgel verfügt heute über 16 Register, die auf zwei Manuale und Pedal verteilt sind, und weist folgende Disposition auf:
| I Hauptwerk C–f3 |       |
| Prinzipal        | 8′    |
| Bourdun          | 8′    |
| Viola di Gamba   | 8′    |
| Octave           | 4′    |
| Nachthorn        | 4′    |
| Waldflöte        | 4′    |
| Nasat            | 2 ⁄3′ |
| Mixtur IV        | 2′    |

| II Oberwerk C–f3 |       |
| Gedackt          | 8′    |
| Rohrflöte        | 4′    |
| Quinte           | 1 ⁄3′ |
| Octave           | 2′    |

| Pedal C–c1 |     |
| Subbaß     | 16′ |
| Oktavbass  | 8′  |
| Choralbass | 4′  |
| Bassflöte  | 2′  |

- Koppel: II/I, I/P

### Geläut
Der Dachreiter beherbergt ein Dreiergeläut. Johann Peter Bach goss 1752 in Windecken die mittlere Glocke auf dem Schlagton h1. Sie trägt die Inschrift „Ehre sei Gott in der Höhe und Friede auf Erden“. Philipp Heinrich Bach goss im Jahr 1858 in Windecken, eine große Glocke, die 1917 zu Kriegszwecken abgeliefert und eingeschmolzen wurde. Die Glockengießerei Bachert sorgte 1962 für Ersatz (auf fis1). Die kleinste Glocke ist zugleich die älteste. Sie wurde 1728 von Johannes und Andreas Schneidewind in Frankfurt am Main gegossen. 1941 abgeliefert, entging sie dem Einschmelzen und gelangte 1946/1947 wieder nach Eichen zurück. Ihr Schlagton auf d2 vervollständigt den Moll-Quartsextakkord.